# Središnji Kalimantan
Središnji Kalimantan (indonezijski Kalimantan Tengah), pokrajina (propinsi ili provinsi), u aaasredišnjem dijelu južnog Bornea, Indonezija, omeđen provincijama Istočni Kalimantan (Kalimantan Timur) na sjeveru i sjeveroistoku i Južni Kalimantan (Kalimantan Selatan) na jugoistoku, Javanskim morem na jugu, i pokrajinom Zapadni Kalimantan (Kalimantan Barat) na zapadu. Glavni grad je Palangkaraya, u jugoistočnom središnjem dijelu pokrajine.

## Zemljopis
Planine Schwaner i planine Muller (Müller) pružaju se paralelno sa sjeverozapadnom granicom pokrajine, a ogranak lanca Muller zaobilazi sjevernu granicu. Mount Raya, najviši vrh u lancu Schwaner, doseže 7474 stopa (2278 metara). Južno od ovih planina nalazi se prostranstvo aluvijalne ravnice koja čini središnji i južni dio pokrajine. Južne obalne nizine prekrivene su širokim močvarnim pojasevima ispresijecanim estuarijima koje tvore rijeke Lamandau, Arut, Seruyan, Katingan, Kahayan, Kapuas i Barito koje teku prema jugu i njihovi pritoci. Veći dio pokrajine prekriven je gustom tropskom prašumom.
Poljoprivreda je glavno zanimanje u ovoj rijetko naseljenoj pokrajini. Riža, kukuruz (kukuruz), kasava, slatki krumpir, kikiriki (kikiriki) i soja glavni su usjevi, a ratan, divlja guma i pčelinji vosak među vrijednim nedrvnim šumskim proizvodima. Proizvodne aktivnosti općenito su ograničene na malu i kućnu industriju, kao što su pilana, mljevenje riže i brašna, obrada drva i građe, izgradnja malih brodova, tkanje i izrada perli.

## Gospodarstvo
U usporedbi s gospodarstvima drugih indonezijskih pokrajina, gospodarstvo središnjeg Kalimantana sporo je raslo, uglavnom zbog opsega južnih močvara i poteškoća u komunikaciji. Rijeke pružaju ograničene kopnene prometne rute jer njihov tok znatno varira i podložne su sezonskim poplavama. Međutim, veći gradovi i većina većih mjesta povezani su glavnim prometnicama. Glavne zračne luke središnjeg Kalimantana nalaze se u Palangkarayi i Sampitu u južnom središnjem području, kao iu Pangkalanbunu na jugozapadu; manji objekti služe unutarnjim regijama.

## Stanovništvo
U područjima u unutrašnjosti, stanovništvo se uglavnom sastoji od skupina Dayaka (odnosi se na nemuslimanske domorodačke narode koji vuku svoje podrijetlo iz unutrašnjosti Bornea). Među najistaknutijim od ovih naroda su Ngaju, Ot Danum i Maanyan. Malajci i Kinezi, kao i noviji imigranti iz drugih dijelova Indonezije, čine većinu obalnog stanovništva. Mnogi stanovnici unutrašnjosti su kršćani, iako neke zajednice Ngaju prakticiraju lokalnu religiju koja se zove kaharingan. Islam prevladava u obalnim područjima. Površina 59 292 četvornih milja (153 565 četvornih kilometara). Pop. (2000) 1 855 473; (2010) 2 212 089.